# Église Saint-Marien de Fontenoy
L'église Saint-Marien est une église catholique située à Fontenoy, en France.

## Présentation
L'église est située dans le département français de l'Yonne, sur la commune de Fontenoy. L'édifice est classé au titre des monuments historiques en 1993.